# 麻婆茄子

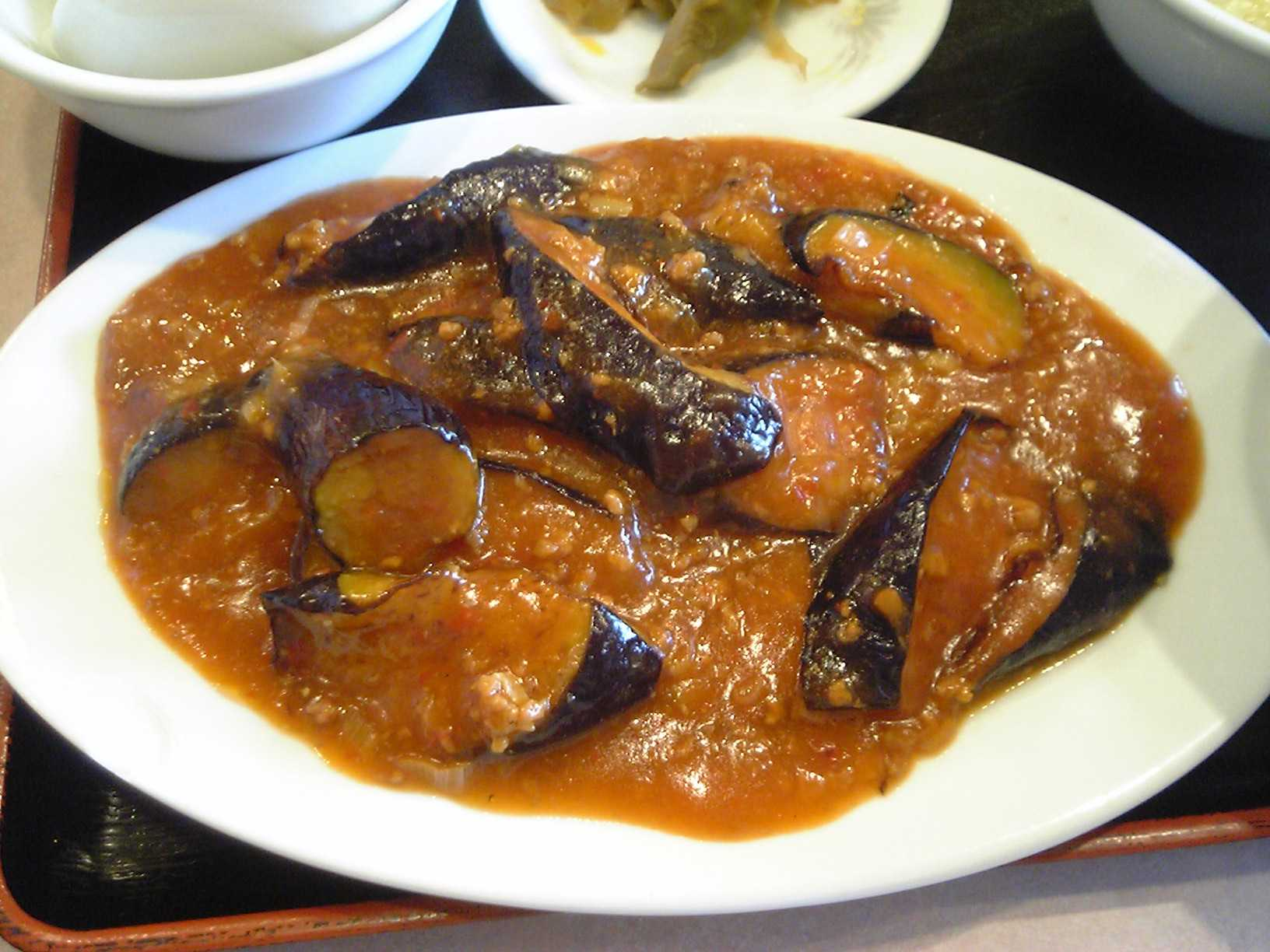
麻婆茄子

麻婆茄子（マーボーなす、マーボーチエズ）は、四川料理の一つである「魚香茄子」（ユィシャン・チエヅ、ナスとひき肉の魚香風味炒め煮）を日本でアレンジした中華料理（日本式中華料理）の一種。

## 魚香茄子
「魚香」（ユィシャン）とは、泡辣椒（パオラージャオ、唐辛子とフナの塩漬け）や豆板醤、ニンニク、ショウガを効かせ、甘酢を隠し味に使った調味法のこと。泡辣椒により、魚を使わずに魚の様なうま味を作り出す手法で、他にナスではなく、豚肉や鶏肉の細切り、アブラナなどを使う場合がある。

## 麻婆茄子
日本における「麻婆茄子」は、魚香ではなく麻婆豆腐と同じ調味法により作られるナスと挽肉の炒め煮で、1980年代に丸美屋食品工業（麻婆茄子の素）や味の素（Cook Do）などが合わせ調味料を発売したことで広く日本の家庭に普及した。泡辣椒を用いないことで魚風味がなくなる一方、ナスとの相性と日本人の味覚を考えて唐辛子風味を押さえ味噌味の風味をきかせたものも存在する。